# レイモンド・ベンソン
レイモンド・ベンソン（Raymond Benson, 1955年9月6日 - ）。アメリカ合衆国 テキサス州 ミッドランド出身。イアン・フレミングの後継作家として、ジョン・ガードナーに続いて1996年から2002年の間、冒険スパイ小説007シリーズを執筆した。
シリーズを離れて以後、オリジナル作品執筆の傍らコンピューターゲームのノベライズなどを手がける。

## 著作リスト

### 長編
- 「ジェームズ・ボンド」シリーズ
  - 『007/ゼロ・マイナス・テン』 Zero Minus Ten (1997)
  - 『007/ファクト・オブ・デス』 The Facts of Death (1998)
  - 『007/ハイタイム・トゥ・キル』 Hightime to Kill (1999)
  - 『ダブルショット』 Doubleshot (2000) （日本語訳は未公刊）
  - 『ネヴァー・ドリーム・オブ・ダイイング』 Never Dream of Dying (2001) （日本語訳は未公刊）
  - 『007/赤い刺青の男』 The Man with the Red Tattoo (2002)

### 短編
- 「ジェームズ・ボンド」シリーズ
  - 『ブラスト・フロム・ザ・パースト』 Blast from the Past (1997) （日本語訳は未公刊）
  - 『ミッドサマー・ナイト・ドーム』 Midsummer Night's Doom (1999) （日本語訳は未公刊）
  - 『007/ライヴ・アット・ファイヴ』 Live at Five (1999) （日本語訳は『ミステリマガジン』2000年11月号に掲載）

### ノヴェライゼーション
- 「ジェームズ・ボンド」シリーズ
  - 『トゥモロー・ネバー・ダイ』 Tomorrow Never Dies (1997)
  - 『ワールド・イズ・ノット・イナフ』 The World is not enough (1999)
  - 『ダイ・アナザー・デイ』 Die Another Day (2002)

- 「スプリンターセル」シリーズ（ゲーム）
  - 『スプリンターセル』TOM CLANCY'S SPLINTER CELL (2004)（David Michaels名義）（日本語訳は未公刊）
  - 『スプリンターセル・オペレーションバラクーダ』TOM CLANCY'S SPLINTER CELL:OPERATION BARRACUDA (2005）（David Michaels名義)（日本語訳は未公刊）

- 「メタルギアソリッド」シリーズ
  - 『メタルギアソリッド』Metal Gear Solid(2008)
  - 『メタルギアソリッド2 サンズ・オブ・リバティ』Metal Gear Solid 2 Sons Of Liberty(2009)

### ノンフィクション
- The James Bond Beside Companion (1984。1988に校正)

アメリカの007ファンクラブ副会長だったベンソンが友人の勧めで執筆した007研究書。本著がアメリカ探偵作家クラブのエドガー賞評論評伝賞の最終候補に挙がったことをきっかけに、グリドローズ（現イアン・フレミング・パブリケーションズ）から007小説の後継作家に指名される。